# Listă de fizicieni membri ai Academiei Române
Aceasta este o listă de fizicieni membri ai Academiei Române.

## Membri titulari
- Gheorghe Atanasiu
- Emanoil Bacaloglu
- Eugen Bădărău
- Emil Burzo
- Liviu Constantinescu
- Paul Dan Cristea
- Margareta Giurgea
- Radu Grigorovici
- Ștefan C. Hepites
- Horia Hulubei
- Theodor V. Ionescu
- Voicu Lupei
- Marius Sabin Peculea
- Paul C. Petrescu
- Ioan-Iovitz Popescu
- Ștefan Procopiu
- Aureliu Emil Săndulescu
- Horia Scutaru-Ungureanu
- Șerban Țițeica
- Ioan Ursu
- Ionel Valentin Vlad
- Nicolae Victor Zamfir

## Membri corespondenți
- Ion I. Agârbiceanu
- Ioan Baltog
- Dorel Bucurescu
- Florin Ciorăscu
- Alexandru Cișman
- Aretin Corciovei
- Dan Eugen Demco
- Crișan Demetrescu
- Mihai Gavrilă
- Cornel Hațegan
- Dragomir Hurmuzescu
- Eugeniu Ivanov
- Dumitru Mihalache
- Gheorghe Nenciu
- Valeriu Novacu

## Membri de onoare
- Mihail Bălănescu
- Radu Bălescu
- Gabriel Dan Cacuci
- Erwin M. Friedländer
- Dorin Poenaru

## Membri de onoare din străinătate
- Louis de Broglie
- George Comșa
- Theodor W. Hänsch
- Stefan Walter Hell
- Basarab Nicolescu

## Membri aleși post mortem
- Augustin Maior
- Hermann Oberth
- Alexandru Proca